# Dysgonia selenitaenia
Dysgonia selenitaenia är en fjärilsart som beskrevs av Franz Dannehl 1926. Dysgonia selenitaenia ingår i släktet Dysgonia och familjen nattflyn. Inga underarter finns listade i Catalogue of Life.